# PARTY 30 in 日本武道館
PARTY 30 in 日本武道館"は、2005年2月23日に発売された甲斐よしひろの映像作品。

## 概要
2004年、デビュー30周年を記念して3時間30曲を掲げて行われた全国ツアー『PARTY 30』から、11月6日のツアーファイナル日本武道館（通算31回目）を収録したライブDVD。豪華ゲスト（山口智充・大友康平・m.c.A・T・大黒摩季・DA PUMP・田中一郎）も出演した、2枚組、全28曲収録。

## 収録曲

### Disc.1
1. ポップコーンをほおばって
2. きんぽうげ
3. FIGHT THE FUTURE
4. 東京の一夜
5. くだけたネオンサイン
6. ナイト・ウェイブ
7. 地下室のメロディー
8. 港からやってきた女
9. 嵐の季節
10. 安奈
11. 陽の訪れのように　with　山口智充
12. BLUE LETTER　with　大友康平
13. 裏切りの街角　with　m.c. A･T
14. HERO（ヒーローになる時、それは今）　with　大黒摩季
15. 風の中の火のように　with　DA PUMP

### Disc.2
1. 幻惑されて
2. 三つ数えろ
3. 氷のくちびる
4. 翼あるもの
5. 漂泊者（アウトロー）
6. 冷血（コールド・ブラッド）
7. 破れたハートを売り物に
8. ブライトン・ロック
9. ラヴ・マイナス・ゼロ
10. 観覧車'82
11. テレフォン・ノイローゼ
12. HERO（ヒーローになる時、それは今）with　ALL GUEST(除く 大友康平) and 田中一郎
13. 100万$ナイト　with　田中一郎

## 当日のセットリスト
1. ポップコーンをほおばって
2. きんぽうげ
3. ダイナマイトが150屯
4. 電光石火BABY
5. FIGHT THE FUTURE
6. 東京の一夜
7. くだけたネオンサイン
8. シーズン
9. ナイト・ウェイブ
10. 地下室のメロディー
11. 港からやってきた女
12. 嵐の季節
13. 安奈
14. 陽の訪れのように　with 山口智充
15. BLUE LETTER with 大友康平
16. 裏切りの街角　with m.c.A.T
17. HERO(ヒーローになる時、それは今) with 大黒摩季
18. 風の中の火のように　with DA PUMP
19. 最後の夜汽車
20. レイン
21. 幻惑されて
22. 三つ数えろ
23. 氷のくちびる
24. 翼あるもの
25. 漂泊者(アウトロー)
26. 冷血(コールド・ブラッド)
27. 破れたハートを売り物に
28. ブライトン・ロック
29. ラヴ・マイナス・ゼロ
30. 観覧車’82
31. テレフォン・ノイローゼ
32. HERO(ヒーローになる時、それは今) with ALL GUEST(除く 大友康平) and 田中一郎
33. 100万$ナイト with 田中一郎